# USS French (DE-367)
USS French (DE-367) là một tàu hộ tống khu trục lớp John C. Butler từng phục vụ cùng Hải quân Hoa Kỳ trong Chiến tranh Thế giới thứ hai. Nó là chiếc tàu chiến duy nhất của Hải quân Hoa Kỳ được đặt cái tên này, theo tên Hạ sĩ Thủy quân Lục chiến Neldon Theo French (1918–1942), người từng phục vụ cùng Sư đoàn 1 Thủy quân Lục chiến tại quần đảo Solomon, đã tử trận tại Guadalcanal vào ngày 9 tháng 10, 1942 và được truy tặng Huân chương Chữ thập Hải quân. Nó đã phục vụ trong suốt Thế chiến II, được cho ngừng hoạt động sau khi xung đột chấm dứt vào năm 1946, rồi cuối cùng bị bán để tháo dỡ vào năm 1973. French được tặng thưởng hai Ngôi sao Chiến trận do thành tích phục vụ trong Thế Chiến II.

## Thiết kế và chế tạo
Lớp John C. Butler được thiết kế nhằm đáp ứng nhu cầu một số lượng lớn nhưng rẻ tiền của một kiểu tàu hộ tống chống tàu ngầm để hộ tống các đoàn tàu vận tải vượt đại dương. Chúng có chiều dài chung 306 foot (93,3 m), mạn tàu rộng 36 foot 10 inch (11,2 m) và mớn nước 13 foot 4 inch (4,1 m), trọng lượng choán nước tiêu chuẩn 1.350 tấn Anh (1.372 t), và lên đến 1.745 tấn Anh (1.773 t) khi đầy tải, với một thủy thủ đoàn bao gồm 14 sĩ quan và 201 thủy thủ. Con tàu được vận hành bởi hai turbine hơi nước hộp số Westinghouse; hơi nước được cung cấp bởi hai nồi hơi "D" Express, tạo ra công suất 12.000 mã lực càng (8.900 kW) và cho phép đạt được tốc độ tối đa 24 hải lý trên giờ (44 km/h; 28 mph). Nó có tầm hoạt động 6.000 hải lý (11.000 km; 6.900 mi) ở tốc độ đường trường 12 hải lý trên giờ (22 km/h; 14 mph).
Dàn vũ khí chính bao gồm hai tháp pháo 5-inch/38 caliber đa dụng nòng đơn, được dẫn đường bởi hệ thống điều khiển hỏa lực Mark 51; vũ khí phòng không gồm hai khẩu đội Bofors 40 mm L/60 nòng đôi và mười khẩu Oerlikon 20 mm nòng đơn cũng được dẫn đường bởi hệ thống Mark 51. Ngoài ba ống phóng ngư lôi 21 inch (533 mm), vũ khí chống ngầm bao gồm hai đường ray thả mìn sâu, tám máy phóng mìn sâu K-gun cùng một dàn súng cối chống ngầm Hedgehog. Con tàu được trang bị sonar kiểu QC, radar dò tìm mặt biển SL và radar dò tìm không trung SA.
French được đặt lườn tại xưởng tàu của hãng Consolidated Steel Corporation ở Orange, Texas vào ngày 1 tháng 5, 1944. Nó được hạ thủy vào ngày 17 tháng 6, 1944, được đỡ đầu bởi bà Alma M. French, mẹ của Hạ sĩ French, và được cho nhập biên chế cùng Hải quân Hoa Kỳ vào ngày 9 tháng 10, 1944 dưới quyền chỉ huy của Hạm trưởng, Thiếu tá Hải quân Thomas Kempshall Dunstan.

## Lịch sử hoạt động
Sau khi hoàn tất việc chạy thử máy huấn luyện tại khu vực Bermuda và sửa chữa sau chạy thử máy, French chuẩn bị để được điều động sang khu vực Mặt trận Thái Bình Dương. Nó đi đến San Diego, California vào ngày 2 tháng 1, 1945, và tiếp tục hướng sang khu vực Tây Nam Thái Bình Dương, làm nhiệm vụ hộ tống vận tải chủ yếu tại khu vực giữa Ulithi và Eniwetok cho đến tháng 4, đồng thời cũng đi đến Trân Châu Cảng, Kossol Roads, Saipan và Iwo Jima. Đi đến Kossol Roads vào ngày 6 tháng 5, nó đảm nhiệm vai trò tuần tra tìm kiếm và giải cứu cũng như tuần tra bảo vệ tại chỗ. Vào ngày 5 tháng 6, nó tiến hành bắn phá các đảo Malakal và Arakabesan còn do quân đội Nhật Bản chiếm đóng, rồi rời khu vực Peleliu để quay trở lại nhiệm vụ hộ tống vận tải tại Ulithi, từng đi đến Okinawa vào các ngày 8 và 9 tháng 7.
Từ ngày 24 đến ngày 27 tháng 7, French hoạt động giải cứu một tàu chở hàng Lục quân bị mắc cạn tại bãi đá ngầm Helen ở Palau. Nó giúp chất dỡ hàng hóa khỏi chiếc tàu chở hàng để tàu kéo Tonkawa (ATA-176) có thể kéo ra khỏi nơi mắc cạn. Sau đó chiếc tàu hộ tống khu trục hộ tống cả hai đi đến Hollandia, New Guinea vào ngày 31 tháng 7 trước khi quay trở lại Peleliu. Từ ngày 4 đến ngày 7 tháng 8, nó tham gia tìm kiếm những người sống sót của chiếc tàu tuần dương hạng nặng Indianapolis (CA-35), vốn bị đánh chìm do trúng ngư lôi từ tàu ngầm Nhật Bản; nó quay trở về Peleliu sau đó.
Sau khi Nhật Bản chấp nhận đầu hàng vào ngày 15 tháng 8, giúp chấm dứt vĩnh viễn cuộc xung đột, French đi đến Okinawa vào ngày 26 tháng 8, rồi lên đường vào ngày 9 tháng 9 để hỗ trợ cho việc đổ bộ lực lượng chiếm đóng tại Nhật Bản. Nó thực hiện một chuyến đi đến Guam để đưa lực lượng chiếm đóng sang Nhật Bản, rồi hộ tống các tàu sân bay thực hiện các phi vụ tuần tra bên trên Nhật Bản cho đến ngày 2 tháng 1, 1946, khi nó lên đường quay trở về Hoa Kỳ.
French được cho xuất biên chế vào ngày 29 tháng 5, 1946và đưa về Hạm đội Dự bị Thái Bình Dương, neo đậu tại San Diego, California. Tên nó được cho rút khỏi danh sách Đăng bạ Hải quân vào ngày 15 tháng 5, 1972,và con tàu bị bán cho hãng General Metals of Tacoma Inc. để tháo dỡ vào ngày 20 tháng 9, 1973.

## Phần thưởng
French được tặng thưởng hai Ngôi sao Chiến trận do thành tích phục vụ trong Thế Chiến II.
|                           |  |  |
| Bronze star · Bronze star |  |  |

| Huân chương Chiến dịch Hoa Kỳ                                           |                                      |                                         |
| Huân chương Chiến dịch Châu Á-Thái Bình Dương với 2 Ngôi sao Chiến trận | Huân chương Chiến thắng Thế Chiến II | Huân chương Phục vụ Chiếm đóng Hải quân |